# Cratere Lal
Lal è un cratere sulla superficie di Marte.